# Salim Mahmoud Sayed
Salim Mahmoud „James” Sayed (arab. سالم محمود سيد; ur. w 1947 w Chartumie) – sudański piłkarz grający na pozycji obrońcy, olimpijczyk. Złoty medalista Pucharu Narodów Afryki 1970.
28 sierpnia 1972 zagrał w pierwszym spotkaniu olimpijskim, w którym rywalem byli piłkarze Meksyku. Jego reprezentacja przegrała 0–1. Wystąpił także w dwu kolejnych spotkaniach kadry, czyli w przegranym 1–2 meczu ze Związkiem Radzieckim (ukarano go w tym spotkaniu żółtą kartką), oraz w ostatniej potyczce grupowej z drużyną Birmy, również przegranej (0–2). Sudańczycy odpadli z turnieju po fazie grupowej.
W 1970 roku zdobył złoty medal podczas Pucharu Narodów Afryki rozgrywanego w Sudanie. Sayed zagrał w czterech z pięciu meczów kadry na tym turnieju. Nie wystąpił jedynie w spotkaniu finałowym przeciwko drużynie Ghany. Pojawił się również w trzech meczach grupowych kolejnych mistrzostw kontynentu, jednak Sudan odpadł po fazie grupowej.